# Ezio Mantelli
Ezio Mantelli, né le 10 février 1924 à Alexandrie en Italie, où il est décédé le 27 juin 2002, est un ancien joueur italien de basket-ball.